# Németország a 2002. évi téli olimpiai játékokon
Németország az egyesült államokbeli Salt Lake Cityben megrendezett 2002. évi téli olimpiai játékok egyik részt vevő nemzete volt. Az országot az olimpián 14 sportágban 157 sportoló képviselte, akik összesen 36 érmet szereztek.

## Érmesek
| Érem  | Versenyző                                                        | Sportág          | Versenyszám                  |
| ----- | ---------------------------------------------------------------- | ---------------- | ---------------------------- |
| Arany | Kati Wilhelm                                                     | Biatlon          | Női 7,5 km sprint            |
| Arany | Andrea Henkel                                                    | Biatlon          | Női 15 km egyéni indításos   |
| Arany | Katrin Apel Uschi Disl Andrea Henkel Kati Wilhelm                | Biatlon          | Női 4 × 7,5 km váltó         |
| Arany | Christoph Langen Markus Zimmerman                                | Bob              | Férfi kettes                 |
| Arany | André Lange Enrico Kuehn Kevin Kuske Carsten Embach              | Bob              | Férfi négyes                 |
| Arany | Anni Friesinger                                                  | Gyorskorcsolya   | Női 1500 m                   |
| Arany | Claudia Pechstein                                                | Gyorskorcsolya   | Női 3000 m                   |
| Arany | Claudia Pechstein                                                | Gyorskorcsolya   | Női 5000 m                   |
| Arany | Sylke Otto                                                       | Szánkó           | Női egyes                    |
| Arany | Alexander Resch Patric-Fritz Leitner                             | Szánkó           | Kettes                       |
| Arany | Manuela Henkel Viola Bauer Claudia Kuenzel Evi Sachenbacher      | Sífutás          | Női 4 × 5 km váltó           |
| Arany | Michael Uhrmann Stephan Hocke Sven Hannawald Martin Schmitt      | Síugrás          | Csapat                       |
| Ezüst | Sven Fischer                                                     | Biatlon          | Férfi 10 km sprint           |
| Ezüst | Frank Luck                                                       | Biatlon          | Férfi 20 km egyéni indításos |
| Ezüst | Sven Fischer Frank Luck Ricco Groß Peter Sendel                  | Biatlon          | Férfi 4 × 7,5 km váltó       |
| Ezüst | Uschi Disl                                                       | Biatlon          | Női 7,5 km sprint            |
| Ezüst | Kati Wilhelm                                                     | Biatlon          | Női 10 km üldözőverseny      |
| Ezüst | Sandra Prokoff Ulrike Holzner                                    | Bob              | Női kettes                   |
| Ezüst | Ronny Ackermann                                                  | Északi összetett | Nagysánc + 7,5 km            |
| Ezüst | Björn Kircheisen Georg Hettich Marcel Hoehlig Ronny Ackermann    | Északi összetett | Csapat                       |
| Ezüst | Monique Garbrecht                                                | Gyorskorcsolya   | Női 500 m                    |
| Ezüst | Sabine Völker                                                    | Gyorskorcsolya   | Női 1000 m                   |
| Ezüst | Sabine Völker                                                    | Gyorskorcsolya   | Női 1500 m                   |
| Ezüst | Georg Hackl                                                      | Szánkó           | Férfi egyes                  |
| Ezüst | Barbara Niedernhuber                                             | Szánkó           | Női egyes                    |
| Ezüst | Peter Schlickenrieder                                            | Sífutás          | Férfi egyéni sprint          |
| Ezüst | Evi Sachenbacher-Stehle                                          | Sífutás          | Női egyéni sprint            |
| Ezüst | Sven Hannawald                                                   | Síugrás          | Egyéni, normálsánc           |
| Bronz | Martina Ertl-Renz                                                | Alpesisí         | Női összetett                |
| Bronz | Ricco Groß                                                       | Biatlon          | Férfi 12,5 km üldözőverseny  |
| Bronz | Susi Erdmann Nicole Herschmann                                   | Bob              | Női kettes                   |
| Bronz | Jens Boden                                                       | Gyorskorcsolya   | Férfi 5000 m                 |
| Bronz | Sabine Völker                                                    | Gyorskorcsolya   | Női 500 m                    |
| Bronz | Silke Kraushaar                                                  | Szánkó           | Női egyes                    |
| Bronz | Tobias Angerer Jens Filbrich Andreas Schluetter René Sommerfeldt | Sífutás          | Férfi 4 × 10 km váltó        |
| Bronz | Viola Bauer                                                      | Sífutás          | Női 5 + 5 km üldözőverseny   |

## Alpesisí
Férfi
| Versenyző     | Versenyszám            | 1. futam      | 1. futam      | 2. futam | 2. futam | Összesítés | Összesítés |
| Versenyző     | Versenyszám            | Idő           | Hely.         | Idő      | Hely.    | Idő        | Helyezés   |
| ------------- | ---------------------- | ------------- | ------------- | -------- | -------- | ---------- | ---------- |
| Markus Eberle | Műlesiklás             | nem ért célba | nem ért célba | kiesett  | kiesett  | kiesett    | kiesett    |
| Max Rauffer   | Lesiklás               |               |               |          |          | 1:42,52    | 34.        |
| Max Rauffer   | Szuperóriás-műlesiklás |               |               |          |          | 1:24,54    | 22.        |

Női
| Versenyző                  | Versenyszám            | 1. futam      | 1. futam      | 2. futam      | 2. futam      | Összesítés    | Összesítés    |
| Versenyző                  | Versenyszám            | Idő           | Hely.         | Idő           | Hely.         | Idő           | Helyezés      |
| -------------------------- | ---------------------- | ------------- | ------------- | ------------- | ------------- | ------------- | ------------- |
| Monika Bergmann-Schmuderer | Műlesiklás             | 54,18         | 11.           | 53,80         | 3.            | 1:47,98       | 6.            |
| Monika Bergmann-Schmuderer | Óriás-műlesiklás       | 1:19,89       | 35.           | nem ért célba | nem ért célba | kiesett       | kiesett       |
| Sibylle Brauner            | Lesiklás               |               |               |               |               | 1:42,97       | 26.           |
| Martina Ertl-Renz          | Műlesiklás             | 54,08         | 9.            | 53,74         | 2.            | 1:47,82       | 5.            |
| Martina Ertl-Renz          | Óriás-műlesiklás       | nem ért célba | nem ért célba | kiesett       | kiesett       | kiesett       | kiesett       |
| Martina Ertl-Renz          | Szuperóriás-műlesiklás |               |               |               |               | 1:14,84       | 11.           |
| Annemarie Gerg             | Műlesiklás             | nem ért célba | nem ért célba | kiesett       | kiesett       | kiesett       | kiesett       |
| Annemarie Gerg             | Óriás-műlesiklás       | 1:18,79       | 24.           | 1:17,39       | 23.*          | 2:36,18       | 22.           |
| Hilde Gerg                 | Lesiklás               |               |               |               |               | 1:40,49       | 4.            |
| Hilde Gerg                 | Szuperóriás-műlesiklás |               |               |               |               | 1:13,99       | 5.            |
| Petra Haltmayr             | Lesiklás               |               |               |               |               | nem ért célba | nem ért célba |
| Petra Haltmayr             | Óriás-műlesiklás       | 1:19,36       | 32.           | nem ért célba | nem ért célba | kiesett       | kiesett       |
| Petra Haltmayr             | Szuperóriás-műlesiklás |               |               |               |               | 1:16,25       | 23.           |
| Regina Häusl               | Lesiklás               |               |               |               |               | 1:40,84       | 10.           |
| Regina Häusl               | Szuperóriás-műlesiklás |               |               |               |               | nem ért célba | nem ért célba |

| Versenyző         | Versenyszám | Műlesiklás | Műlesiklás | Műlesiklás | Műlesiklás | Műlesiklás | Műlesiklás | Lesiklás      | Lesiklás      | Összesítés | Összesítés |
| Versenyző         | Versenyszám | 1. futam   | 1. futam   | 2. futam   | 2. futam   | Össz.      | Össz.      | Lesiklás      | Lesiklás      | Összesítés | Összesítés |
| Versenyző         | Versenyszám | Idő        | Hely.      | Idő        | Hely.      | Idő        | Hely.      | Idő           | Hely.         | Idő        | Helyezés   |
| ----------------- | ----------- | ---------- | ---------- | ---------- | ---------- | ---------- | ---------- | ------------- | ------------- | ---------- | ---------- |
| Martina Ertl-Renz | Összetett   | 45,10      | 2.         | 43,28      | 2.         | 1:28,38    | 2.         | 1:16,78       | 7.            | 2:45,16    |            |
| Hilde Gerg        | Összetett   | 47,70      | 17.        | 45,57      | 18.        | 1:33,27    | 17.        | nem ért célba | nem ért célba | kiesett    | kiesett    |
| Petra Haltmayr    | Összetett   | 47,05      | 11.        | 45,27      | 14.        | 1:32,32    | 13.        | nem ért célba | nem ért célba | kiesett    | kiesett    |

* – egy másik versenyzővel azonos eredményt ért el

## Biatlon
Férfi
| Versenyző                                       | Versenyszám           | Lövőhiba    | Időeredmény | Helyezés |
| ----------------------------------------------- | --------------------- | ----------- | ----------- | -------- |
| Sven Fischer                                    | 10 km sprint          | 1 (0+1)     | 25:20,2     |          |
| Sven Fischer                                    | 12,5 km üldözőverseny | 4 (0+1+1+2) | 34:09,5     | 12.      |
| Sven Fischer                                    | 20 km egyéni          | 4 (1+1+1+1) | 55:23,2     | 29.      |
| Michael Greis                                   | 10 km sprint          | 2 (1+1)     | 26:18,4     | 15.      |
| Michael Greis                                   | 12,5 km üldözőverseny | 3 (1+1+1+0) | 34:19,9     | 16.      |
| Ricco Groß                                      | 10 km sprint          | 1 (0+1)     | 25:44,6     | 4.       |
| Ricco Groß                                      | 12,5 km üldözőverseny | 2 (0+0+0+2) | 33:30,6     |          |
| Ricco Groß                                      | 20 km egyéni          | 2 (0+1+0+1) | 51:58,7     | 4.       |
| Frank Luck                                      | 10 km sprint          | 2 (1+1)     | 26:47,7     | 29.      |
| Frank Luck                                      | 12,5 km üldözőverseny | 1 (0+0+0+1) | 34:01,0     | 11.      |
| Frank Luck                                      | 20 km egyéni          | 0 (0+0+0+0) | 51:39,4     |          |
| Alexander Wolf                                  | 20 km egyéni          | 5 (1+2+0+2) | 56:16,6     | 34.      |
| Ricco Groß Peter Sendel Sven Fischer Frank Luck | 4 × 7,5 km váltó      | 1+9         | 1:24:27,6   |          |

Női
| Versenyző                                         | Versenyszám         | Lövőhiba    | Időeredmény | Helyezés |
| ------------------------------------------------- | ------------------- | ----------- | ----------- | -------- |
| Katrin Apel                                       | 7,5 km sprint       | 3 (1+2)     | 22:01,7     | 12.      |
| Katrin Apel                                       | 10 km üldözőverseny | 3 (1+0+1+1) | 31:47,9     | 7.       |
| Katrin Apel                                       | 15 km egyéni        | 5 (0+2+0+3) | 50:16,7     | 18.      |
| Uschi Disl                                        | 7,5 km sprint       | 1 (0+1)     | 20:57,0     |          |
| Uschi Disl                                        | 10 km üldözőverseny | 7 (2+2+0+3) | 32:21,2     | 9.       |
| Uschi Disl                                        | 15 km egyéni        | 4 (0+1+0+3) | 49:43,4     | 12.      |
| Martina Glagow                                    | 15 km egyéni        | 1 (1+0+0+0) | 48:34,2     | 7.       |
| Andrea Henkel                                     | 7,5 km sprint       | 2 (1+1)     | 22:41,1     | 25.      |
| Andrea Henkel                                     | 10 km üldözőverseny | 1 (0+0+1+0) | 32:35,4     | 13.      |
| Andrea Henkel                                     | 15 km egyéni        | 1 (0+1+0+0) | 47:29,1     |          |
| Kati Wilhelm                                      | 7,5 km sprint       | 0 (0+0)     | 20:41,4     |          |
| Kati Wilhelm                                      | 10 km üldözőverseny | 4 (3+0+1+0) | 31:13,0     |          |
| Katrin Apel Uschi Disl Andrea Henkel Kati Wilhelm | 4 × 7,5 km váltó    | 1+7         | 1:27:55,0   |          |

## Bob
Férfi
| Versenyző                                                          | Versenyszám | 1. futam | 1. futam | 2. futam | 2. futam | 3. futam      | 3. futam      | 4. futam | 4. futam | Összesítés | Összesítés |
| Versenyző                                                          | Versenyszám | Idő      | Hely.    | Idő      | Hely.    | Idő           | Hely.         | Idő      | Hely.    | Idő        | Helyezés   |
| ------------------------------------------------------------------ | ----------- | -------- | -------- | -------- | -------- | ------------- | ------------- | -------- | -------- | ---------- | ---------- |
| Christoph Langen Markus Zimmermann                                 | Kettes      | 47,54    | 2.       | 47,52    | 1.       | 47,44         | 1.            | 47,61    | 1.       | 3:10,11    |            |
| Franz Sagmeister René Spies                                        | Kettes      | 47,77    | 6.       | 47,69    | 4.       | 47,61         | 3.*           | 47,77    | 7.       | 3:10,84    | 6.         |
| Christoph Langen Markus Zimmermann Franz Sagmeister Stefan Barucha | Négyes      | 46,91    | 7.       | 46,77    | 4.       | nem ért célba | nem ért célba | kiesett  | kiesett  | kiesett    | kiesett    |
| André Lange Enrico Kühn Kevin Kuske Carsten Embach                 | Négyes      | 46,71    | 2.*      | 46,64    | 3.       | 46,84         | 1.            | 47,32    | 2.       | 3:07,51    |            |

Női
| Versenyző                              | Versenyszám | 1. futam | 1. futam | 2. futam | 2. futam | Összesítés | Összesítés |
| Versenyző                              | Versenyszám | Idő      | Hely.    | Idő      | Hely.    | Idő        | Helyezés   |
| -------------------------------------- | ----------- | -------- | -------- | -------- | -------- | ---------- | ---------- |
| Sandra Prokoff-Kiriasis Ulrike Holzner | Kettes      | 49,10    | 2.       | 48,96    | 2.       | 1:38,06    |            |
| Susi Erdmann Nicole Herschmann         | Kettes      | 49,19    | 3.       | 49,10    | 4.       | 1:38,29    |            |

* – egy másik csapattal azonos eredményt ért el

## Curling

### Férfi
- Sebastian Stock
- Daniel Herberg
- Stephan Knoll
- Markus Messenzehl
- Patrick Hoffman

#### Eredmények
Csoportkör
| Nemzet           | Szkip                  | Klub            | Város      | Gy | V |
| ---------------- | ---------------------- | --------------- | ---------- | -- | - |
| Kanada           | Kevin Martin           | Ottewell CC     | Edmonton   | 8  | 1 |
| Norvégia         | Pål Trulsen            | Stabekk CC      | Oslo       | 7  | 2 |
| Svájc            | Andreas Schwaller      | Biel-Touring CC | Biel       | 6  | 3 |
| Svédország       | Peja Lindholm          | Östersunds CK   | Östersund  | 6  | 3 |
| Finnország       | Markku Uusipaavalniemi | Oulunkylä CC    | Helsinki   | 5  | 4 |
| Németország      | Sebastian Stock        | EC Oberstdorf   | Oberstdorf | 4  | 5 |
| Dánia            | Ulrik Schmidt          | Hvidovre CC     | Hvidovre   | 3  | 6 |
| Nagy-Britannia   | Hammy McMillan         | Stranraer CC    | Stranraer  | 3  | 6 |
| Egyesült Államok | Tim Somerville         | Superior CC     | Superior   | 3  | 6 |
| Franciaország    | Dominique Dupont-Roc   | Chamonix CC     | Chamonix   | 0  | 9 |

- február 11., 09:00

| Sheet B            | Sheet B                    | 1 | 2 | 3 | 4 | 5 | 6 | 7 | 8 | 9 | 10 | VE |
| 1. end utolsó köve | Franciaország (Dupont-Roc) | 0 | 1 | 0 | 2 | 0 | 0 | 0 | 2 | 0 | X  | 5  |
|                    | Németország (Stock)        | 0 | 0 | 1 | 0 | 2 | 2 | 1 | 0 | 3 | X  | 9  |

- február 11., 19:00

| Sheet D            | Sheet D                      | 1 | 2 | 3 | 4 | 5 | 6 | 7 | 8 | 9 | 10 | VE |
| 1. end utolsó köve | Finnország (Uusipaavalniemi) | 1 | 2 | 0 | 2 | 0 | 0 | 0 | 0 | 1 | 0  | 6  |
|                    | Németország (Stock)          | 0 | 0 | 2 | 0 | 0 | 1 | 2 | 1 | 0 | 1  | 7  |

- február 13., 09:00

| Sheet C            | Sheet C                       | 1 | 2 | 3 | 4 | 5 | 6 | 7 | 8 | 9 | 10 | 11 | VE |
| 1. end utolsó köve | Németország (Stock)           | 2 | 0 | 0 | 2 | 0 | 2 | 0 | 1 | 0 | 1  | 1  | 9  |
|                    | Egyesült Államok (Somerville) | 0 | 0 | 2 | 0 | 1 | 0 | 3 | 0 | 2 | 0  | 0  | 8  |

- február 13., 19:00

| Sheet A            | Sheet A                | 1 | 2 | 3 | 4 | 5 | 6 | 7 | 8 | 9 | 10 | VE |
|                    | Nagy-Britannia (Smith) | 0 | 2 | 1 | 1 | 0 | 3 | 0 | 0 | 0 | 0  | 7  |
| 1. end utolsó köve | Németország (Stock)    | 3 | 0 | 0 | 0 | 2 | 0 | 1 | 0 | 0 | 0  | 6  |

- február 14., 14:00

| Sheet C            | Sheet C             | 1 | 2 | 3 | 4 | 5 | 6 | 7 | 8 | 9 | 10 | 11 | VE |
| 1. end utolsó köve | Dánia (Schmidt)     | 1 | 0 | 0 | 2 | 0 | 0 | 2 | 0 | 0 | 1  | 0  | 6  |
|                    | Németország (Stock) | 0 | 0 | 1 | 0 | 2 | 1 | 0 | 2 | 0 | 0  | 1  | 7  |

- február 15., 09:00

| Sheet D            | Sheet D             | 1 | 2 | 3 | 4 | 5 | 6 | 7 | 8 | 9 | 10 | VE |
| 1. end utolsó köve | Németország (Stock) | 0 | 1 | 0 | 1 | 0 | 1 | 1 | 0 | 2 | 1  | 7  |
|                    | Kanada (Martin)     | 2 | 0 | 3 | 0 | 2 | 0 | 0 | 2 | 0 | 0  | 9  |

- február 16., 14:00

| Sheet D            | Sheet D             | 1 | 2 | 3 | 4 | 5 | 6 | 7 | 8 | 9 | 10 | VE |
|                    | Norvégia (Trulsen)  | 0 | 2 | 0 | 2 | 0 | 0 | 3 | 1 | 1 | 1  | 10 |
| 1. end utolsó köve | Németország (Stock) | 1 | 0 | 1 | 0 | 2 | 1 | 0 | 0 | 0 | 0  | 5  |

- február 17., 09:00

| Sheet A            | Sheet A               | 1 | 2 | 3 | 4 | 5 | 6 | 7 | 8 | 9 | 10 | 11 | VE |
|                    | Németország (Herberg) | 0 | 0 | 1 | 1 | 0 | 0 | 1 | 0 | 0 | 1  | 0  | 4  |
| 1. end utolsó köve | Svédország (Lindholm) | 0 | 1 | 0 | 0 | 1 | 0 | 0 | 1 | 1 | 0  | 1  | 5  |

- február 18., 14:00

| Sheet B            | Sheet B             | 1 | 2 | 3 | 4 | 5 | 6 | 7 | 8 | 9 | 10 | VE |
|                    | Németország (Stock) | 0 | 0 | 1 | 0 | 1 | 0 | 1 | 0 | 1 | 0  | 4  |
| 1. end utolsó köve | Svájc (Schwaller)   | 0 | 4 | 0 | 1 | 0 | 2 | 0 | 1 | 0 | 2  | 10 |

| Csapat      | Helyezés |
| ----------- | -------- |
| Németország | 6.       |

### Női
- Natalie Neßler
- Sabine Belkofer
- Heike Wieländer
- Andrea Stock
- Karin Fischer

#### Eredmények
Csoportkör
| Nemzet           | Szkip              | Klub          | Város                  | Gy | V |
| ---------------- | ------------------ | ------------- | ---------------------- | -- | - |
| Kanada           | Kelley Law         | Royal City CC | New Westminster        | 8  | 1 |
| Svájc            | Luzia Ebnöther     | CC Bern AAM   | Bern                   | 7  | 2 |
| Egyesült Államok | Kari Erickson      | Bemidji CC    | Bemidji                | 6  | 3 |
| Nagy-Britannia   | Rhona Martin       | Greenacres CC | Howwood                | 5  | 4 |
| Németország      | Nathalie Nessler   | SC Riessersee | Garmisch-Partenkirchen | 5  | 4 |
| Svédország       | Elisabet Gustafson | Umeå CC       | Umeå                   | 5  | 4 |
| Norvégia         | Dordi Nordby       | Snarøen CC    | Oslo                   | 4  | 5 |
| Japán            | Kató Akiko         | Tokoro CC     | Tokoro                 | 2  | 7 |
| Dánia            | Lene Bidstrup      | Hvidovre CC   | Hvidovre               | 2  | 7 |
| Oroszország      | Olga Zsarkova      | Moskvitch CC  | Moszkva                | 1  | 8 |

- február 11., 14:00

| Sheet D            | Sheet D                | 1 | 2 | 3 | 4 | 5 | 6 | 7 | 8 | 9 | 10 | VE |
| 1. end utolsó köve | Oroszország (Zsarkova) | 0 | 1 | 1 | 0 | 0 | 1 | 0 | 0 | 2 | 0  | 5  |
|                    | Németország (Neßler)   | 1 | 0 | 0 | 1 | 1 | 0 | 0 | 1 | 0 | 4  | 8  |

- február 12., 19:00

| Sheet A            | Sheet A              | 1 | 2 | 3 | 4 | 5 | 6 | 7 | 8 | 9 | 10 | VE |
| 1. end utolsó köve | Dánia (Bidstrup)     | 2 | 0 | 0 | 1 | 0 | 1 | 0 | 1 | 0 | 0  | 5  |
|                    | Németország (Neßler) | 0 | 0 | 3 | 0 | 1 | 0 | 2 | 0 | 2 | 1  | 9  |

- február 13., 14:00

| Sheet B            | Sheet B              | 1 | 2 | 3 | 4 | 5 | 6 | 7 | 8 | 9 | 10 | VE |
| 1. end utolsó köve | Németország (Neßler) | 1 | 0 | 0 | 0 | 1 | 1 | 1 | 1 | 0 | 0  | 5  |
|                    | Japán (Kató)         | 0 | 1 | 0 | 0 | 0 | 0 | 0 | 0 | 1 | 1  | 3  |

- február 14., 09:00

| Sheet A            | Sheet A              | 1 | 2 | 3 | 4 | 5 | 6 | 7 | 8 | 9 | 10 | VE |
|                    | Németország (Neßler) | 0 | 0 | 2 | 0 | 1 | 0 | 0 | 2 | 0 | 0  | 5  |
| 1. end utolsó köve | Norvégia (Nordby)    | 1 | 0 | 0 | 2 | 0 | 2 | 1 | 0 | 1 | 3  | 10 |

- február 15., 14:00

| Sheet C            | Sheet C              | 1 | 2 | 3 | 4 | 5 | 6 | 7 | 8 | 9 | 10 | VE |
| 1. end utolsó köve | Németország (Neßler) | 1 | 0 | 0 | 0 | 0 | 1 | 0 | 2 | 0 | 0  | 4  |
|                    | Kanada (Law)         | 0 | 0 | 1 | 0 | 3 | 0 | 2 | 0 | 2 | 0  | 8  |

- február 16., 09:00

| Sheet D            | Sheet D                | 1 | 2 | 3 | 4 | 5 | 6 | 7 | 8 | 9 | 10 | VE |
| 1. end utolsó köve | Németország (Neßler)   | 1 | 0 | 2 | 0 | 1 | 0 | 1 | 0 | 0 | 2  | 7  |
|                    | Svédország (Gustafson) | 0 | 1 | 0 | 1 | 0 | 1 | 0 | 2 | 0 | 0  | 5  |

- február 16., 19:00

| Sheet A            | Sheet A                     | 1 | 2 | 3 | 4 | 5 | 6 | 7 | 8 | 9 | 10 | VE |
| 1. end utolsó köve | Egyesült Államok (Erickson) | 0 | 1 | 0 | 1 | 0 | 2 | 0 | 0 | 2 | 1  | 7  |
|                    | Németország (Neßler)        | 1 | 0 | 0 | 0 | 1 | 0 | 3 | 1 | 0 | 0  | 6  |

- február 18., 09:00

| Sheet B            | Sheet B                 | 1 | 2 | 3 | 4 | 5 | 6 | 7 | 8 | 9 | 10 | VE |
|                    | Nagy-Britannia (Martin) | 0 | 1 | 0 | 2 | 0 | 0 | 1 | 0 | 1 | 0  | 5  |
| 1. end utolsó köve | Németország (Neßler)    | 0 | 0 | 2 | 0 | 1 | 1 | 0 | 2 | 0 | 1  | 7  |

- február 18., 19:00

| Sheet C            | Sheet C              | 1 | 2 | 3 | 4 | 5 | 6 | 7 | 8 | 9 | 10 | VE |
|                    | Németország (Neßler) | 0 | 1 | 0 | 0 | 0 | 2 | 0 | 1 | 0 | X  | 4  |
| 1. end utolsó köve | Svájc (Ebnöther)     | 2 | 0 | 0 | 1 | 2 | 0 | 1 | 0 | 4 | X  | 10 |

Rájátszás
- február 19., 14:00

| Sheet B            | Sheet B                 | 1 | 2 | 3 | 4 | 5 | 6 | 7 | 8 | 9 | 10 | VE |
| 1. end utolsó köve | Nagy-Britannia (Martin) | 0 | 0 | 1 | 0 | 1 | 3 | 1 | 0 | 3 | X  | 9  |
|                    | Németország (Neßler)    | 0 | 1 | 0 | 2 | 0 | 0 | 0 | 2 | 0 | X  | 5  |

| Csapat      | Helyezés |
| ----------- | -------- |
| Németország | 5.       |

## Északi összetett
| Versenyző                                                    | Versenyszám        | Síugrás | Síugrás | Síugrás    | Sífutás | Sífutás | Összesítés | Összesítés |
| Versenyző                                                    | Versenyszám        | Pont    | Hely.   | Időhátrány | Idő     | Hely.   | Idő        | Helyezés   |
| ------------------------------------------------------------ | ------------------ | ------- | ------- | ---------- | ------- | ------- | ---------- | ---------- |
| Ronny Ackermann                                              | Normálsánc + 15 km | 254,0   | 5.      | +1:08      | 39:19,8 | 18.     | 40:27,8    | 4.         |
| Ronny Ackermann                                              | Nagysánc + 7,5 km  | 119,9   | 2.      | +0:15      | 16:34,1 | 9.      | 16:49,1    |            |
| Jens Gaiser                                                  | Nagysánc + 7,5 km  | 102,4   | 22.     | +1:20      | 16:59,3 | 23.     | 18:19,3    | 19.        |
| Sebastian Haseney                                            | Normálsánc + 15 km | 199,0   | 38.     | +5:43      | 37:54,0 | 4.      | 43:37,0    | 21.        |
| Georg Hettich                                                | Normálsánc + 15 km | 209,5   | 32.*    | +4:50      | 40:27,8 | 28.     | 45:17,8    | 34.        |
| Marcel Höhlig                                                | Nagysánc + 7,5 km  | 111,6   | 8.      | +0:46      | 17:46,2 | 37.     | 18:32,2    | 25.        |
| Björn Kircheisen                                             | Normálsánc + 15 km | 232,0   | 14.*    | +2:58      | 37:57,9 | 5.      | 40:55,9    | 5.         |
| Björn Kircheisen                                             | Nagysánc + 7,5 km  | 105,8   | 15.*    | +1:08      | 16:37,2 | 12.     | 17:45,2    | 9.         |
| Björn Kircheisen Georg Hettich Marcel Höhlig Ronny Ackermann | Csapat             | 893,5   | 5.      | +1:51      | 46:58,7 | 2.      | 48:49,7    |            |

* – egy másik versenyzővel azonos eredményt ért el

## Gyorskorcsolya
Férfi
| Versenyző        | Versenyszám | 1. futam | 1. futam | 2. futam      | 2. futam      | Eredmény       | Helyezés       |
| Versenyző        | Versenyszám | Idő      | Hely.    | Idő           | Hely.         | Eredmény       | Helyezés       |
| ---------------- | ----------- | -------- | -------- | ------------- | ------------- | -------------- | -------------- |
| Jens Boden       | 5000 m      |          |          |               |               | 6:21,73        |                |
| Jens Boden       | 10 000 m    |          |          |               |               | 13:23,43       | 5.             |
| Christian Breuer | 500 m       | 36,50    | 31.      | 35,57         | 27.           | 72,07          | 26.            |
| Christian Breuer | 1000 m      |          |          |               |               | 1:10,38        | 30.            |
| Christian Breuer | 1500 m      |          |          |               |               | nem ért célba~ | nem ért célba~ |
| Frank Dittrich   | 1500 m      |          |          |               |               | 1:51,02        | 43.*           |
| Frank Dittrich   | 5000 m      |          |          |               |               | 6:25,89        | 9.             |
| Frank Dittrich   | 10 000 m    |          |          |               |               | 13:28,73       | 10.            |
| Jan Friesinger   | 500 m       | 36,80    | 32.      | nem ért célba | nem ért célba | kiesett        | kiesett        |
| Jan Friesinger   | 1000 m      |          |          |               |               | 1:10,71        | 34.            |
| Jan Friesinger   | 1500 m      |          |          |               |               | 1:50,26        | 41.            |
| Michael Künzel   | 500 m       | 35,47    | 18.      | 35,37         | 25.           | 70,84          | 19.            |
| Michael Künzel   | 1000 m      |          |          |               |               | 1:09,64        | 24.            |
| René Taubenrauch | 5000 m      |          |          |               |               | 7:19,76~       | 32.            |

Női
| Versenyző                 | Versenyszám | 1. futam | 1. futam | 2. futam | 2. futam | Eredmény | Helyezés |
| Versenyző                 | Versenyszám | Idő      | Hely.    | Idő      | Hely.    | Eredmény | Helyezés |
| ------------------------- | ----------- | -------- | -------- | -------- | -------- | -------- | -------- |
| Daniela Anschütz-Thoms    | 3000 m      |          |          |          |          | 4:07,55  | 12.      |
| Daniela Anschütz-Thoms    | 5000 m      |          |          |          |          | 7:10,17  | 12.      |
| Anni Friesinger           | 1000 m      |          |          |          |          | 1:14,47  | 5.       |
| Anni Friesinger           | 1500 m      |          |          |          |          | 1:54,02  |          |
| Anni Friesinger           | 3000 m      |          |          |          |          | 3:59,39  | 4.       |
| Anni Friesinger           | 5000 m      |          |          |          |          | 6:58,39  | 6.       |
| Monique Garbrecht-Enfeldt | 500 m       | 37,34    | 2.       | 37,60    | 3.       | 74,94    |          |
| Monique Garbrecht-Enfeldt | 1000 m      |          |          |          |          | 1:14,60  | 6.       |
| Claudia Pechstein         | 1500 m      |          |          |          |          | 1:55,93  | 6.       |
| Claudia Pechstein         | 3000 m      |          |          |          |          | 3:57,70  |          |
| Claudia Pechstein         | 5000 m      |          |          |          |          | 6:46,91  |          |
| Sabine Völker             | 500 m       | 37,62    | 5.       | 37,57    | 2.       | 75,19    |          |
| Sabine Völker             | 1000 m      |          |          |          |          | 1:13,96  |          |
| Sabine Völker             | 1500 m      |          |          |          |          | 1:54,97  |          |
| Marion Wohlrab            | 500 m       | 38,66    | 19.      | 38,71    | 17.*     | 77,37    | 19.      |
| Marion Wohlrab            | 1000 m      |          |          |          |          | 1:16,51  | 21.      |
| Marion Wohlrab            | 1500 m      |          |          |          |          | 1:59,67  | 22.      |
| Jenny Wolf                | 500 m       | 38,36    | 16.      | 38,37    | 13.      | 76,73    | 15.      |

* – egy másik versenyzővel azonos eredményt ért el

~ – a futam során elesett

## Jégkorong

### Férfi
| Német nemzeti férfi jégkorongcsapat-játékoskeret | Német nemzeti férfi jégkorongcsapat-játékoskeret | Német nemzeti férfi jégkorongcsapat-játékoskeret | Német nemzeti férfi jégkorongcsapat-játékoskeret | Német nemzeti férfi jégkorongcsapat-játékoskeret | Német nemzeti férfi jégkorongcsapat-játékoskeret | Német nemzeti férfi jégkorongcsapat-játékoskeret |
| #                                                | Név                                              | Poszt                                            | Magasság                                         | Súly                                             | Kor                                              | Klub                                             |
| ------------------------------------------------ | ------------------------------------------------ | ------------------------------------------------ | ------------------------------------------------ | ------------------------------------------------ | ------------------------------------------------ | ------------------------------------------------ |
| 33                                               | Marc Seliger                                     | K                                                | 18                                               | 75                                               | 1974. május 1. (27 évesen)                       | Nürnberg Ice Tigers                              |
| 47                                               | Christian Künast                                 | K                                                | 18                                               | 82                                               | 1971. március 7. (30 évesen)                     | München Barons                                   |
| 80                                               | Robert Müller                                    | K                                                | 172                                              | 74                                               | 1980. június 25. (21 évesen)                     | Adler Mannheim                                   |
| 6                                                | Jörg Mayr                                        | V                                                | 177                                              | 84                                               | 1970. január 3. (32 évesen)                      | Kölner Haie                                      |
| 10                                               | Christian Ehrhoff                                | V                                                | 188                                              | 85                                               | 1982. július 6. (19 évesen)                      | Krefeld Penguine                                 |
| 12                                               | Mirko Lüdemann                                   | V                                                | 18                                               | 83                                               | 1973. december 15. (28 évesen)                   | Kölner Haie                                      |
| 13                                               | Christoph Schubert                               | V                                                | 19                                               | 92                                               | 1982. február 5. (20 évesen)                     | München Barons                                   |
| 31                                               | Andreas Renz                                     | V                                                | 183                                              | 90                                               | 1977. június 12. (24 évesen)                     | Kölner Haie                                      |
| 36                                               | Erich Goldmann                                   | V                                                | 192                                              | 94                                               | 1976. április 7. (25 évesen)                     | Moskitos Essen                                   |
| 41                                               | Daniel Kunce                                     | V                                                | 196                                              | 93                                               | 1971. július 17. (30 évesen)                     | Krefeld Penguine                                 |
| 84                                               | Dennis Seidenberg                                | V                                                | 183                                              | 85                                               | 1981. július 18. (20 évesen)                     | Adler Mannheim                                   |
| 16                                               | Wayne Hynes                                      | T                                                | 182                                              | 91                                               | 1969. május 29. (32 évesen)                      | Adler Mannheim                                   |
| 17                                               | Jochen Hecht                                     | T                                                | 187                                              | 87                                               | 1977. június 21. (24 évesen)                     | Edmonton Oilers                                  |
| 18                                               | Andreas Loth                                     | T                                                | 184                                              | 86                                               | 1972. február 26. (29 évesen)                    | Kassel Huskies                                   |
| 19                                               | Marco Sturm                                      | T                                                | 182                                              | 85                                               | 1978. szeptember 8. (23 évesen)                  | San Jose Sharks                                  |
| 20                                               | Jürgen Rumrich                                   | T                                                | 181                                              | 85                                               | 1968. március 20. (33 évesen)                    | Nürnberg Ice Tigers                              |
| 21                                               | Stefan Ustorf                                    | T                                                | 181                                              | 86                                               | 1974. január 3. (28 évesen)                      | Adler Mannheim                                   |
| 22                                               | Martin Reichel                                   | T                                                | 187                                              | 86                                               | 1973. november 7. (28 évesen)                    | Nürnberg Ice Tigers                              |
| 26                                               | Daniel Kreutzer                                  | T                                                | 176                                              | 86                                               | 1979. október 23. (22 évesen)                    | Kassel Huskies                                   |
| 27                                               | Tobias Abstreiter                                | T                                                | 175                                              | 84                                               | 1970. július 6. (31 évesen)                      | Kassel Huskies                                   |
| 48                                               | Leonard Soccio                                   | T                                                | 181                                              | 85                                               | 1967. május 28. (34 évesen)                      | Hannover Scorpions                               |
| 49                                               | Klaus Kathan                                     | T                                                | 181                                              | 85                                               | 1977. január 7. (25 évesen)                      | Kassel Huskies                                   |
| 75                                               | Andreas Morczinietz                              | T                                                | 183                                              | 79                                               | 1978. március 11. (23 évesen)                    | Augsburger Panther                               |
| 81                                               | Mark Mackay                                      | T                                                | 173                                              | 82                                               | 1964. május 28. (37 évesen)                      | Schwenninger Wild Wings                          |
| 83                                               | Jan Benda                                        | T                                                | 192                                              | 96                                               | 1972. április 28. (29 évesen)                    | AK Barsz Kazány                                  |
| Vezetőedző: Hans Zach                            | Vezetőedző: Hans Zach                            | Vezetőedző: Hans Zach                            | Vezetőedző: Hans Zach                            | Vezetőedző: Hans Zach                            | 1949. március 30. (52 évesen)                    | 1949. március 30. (52 évesen)                    |

- Posztok rövidítései: K – Kapus, V – Védő, T – Támadó
- Kor: 2002. február 9-i kora

#### Eredmények
Selejtező
A csoport
| Csapat      | M | Gy | V | D | G+ | G– | Gk | P |
| ----------- | - | -- | - | - | -- | -- | -- | - |
| Németország | 3 | 3  | 0 | 0 | 10 | 3  | +7 | 6 |
| Lettország  | 3 | 1  | 1 | 1 | 11 | 12 | −1 | 3 |
| Ausztria    | 3 | 1  | 2 | 0 | 7  | 9  | −2 | 2 |
| Szlovákia   | 3 | 0  | 2 | 1 | 8  | 12 | −4 | 1 |

| 2002. február 9. | Németország | 3 – 0 (0–0, 0–2, 0–1) | Szlovákia | E Center, West Valley City Nézőszám: 8504 |

|  |  |  |  |  |
|  |  |  |  |  |
|  |  |  |  |  |
|  |  |  |  |  |

| 2002. február 10. | Ausztria | 2 – 3 (0–2, 2–0, 0–1) | Németország | Peaks Ice Arena, Provo Nézőszám: 6444 |

|  |  |  |  |  |
|  |  |  |  |  |
|  |  |  |  |  |
|  |  |  |  |  |

| 2002. február 12. | Németország | 4 – 1 (2–1, 2–0, 0–0) | Lettország | Peaks Ice Arena, Provo Nézőszám: 6574 |

|  |  |  |  |  |
|  |  |  |  |  |
|  |  |  |  |  |
|  |  |  |  |  |

Csoportkör
C csoport
| Csapat      | M | Gy | V | D | G+ | G– | Gk  | P |
| ----------- | - | -- | - | - | -- | -- | --- | - |
| Svédország  | 3 | 3  | 0 | 0 | 14 | 4  | +10 | 6 |
| Csehország  | 3 | 1  | 1 | 1 | 12 | 7  | +5  | 3 |
| Kanada      | 3 | 1  | 1 | 1 | 8  | 10 | −2  | 3 |
| Németország | 3 | 0  | 3 | 0 | 5  | 18 | −13 | 0 |

| 2002. február 15. | Csehország | 8 – 2 (3–0, 3–1, 2–1) | Németország | Peaks Ice Arena, Provo Nézőszám: 6303 |

|  |  |  |  |  |
|  |  |  |  |  |
|  |  |  |  |  |
|  |  |  |  |  |

| 2002. február 17. | Kanada | 3 – 2 (0–0, 3–0, 0–2) | Németország | Peaks Ice Arena, Provo Nézőszám: 6425 |

|  |  |  |  |  |
|  |  |  |  |  |
|  |  |  |  |  |
|  |  |  |  |  |

| 2002. február 18. | Németország | 1 – 7 (0–3, 0–3, 1–1) | Svédország | Peaks Ice Arena, Provo Nézőszám: 6348 |

|  |  |  |  |  |
|  |  |  |  |  |
|  |  |  |  |  |
|  |  |  |  |  |

Negyeddöntő
| 2002. február 20. | Egyesült Államok | 5 – 0 (1–0, 4–0, 0–0) | Németország | E Center, West Valley City Nézőszám: 8599 |

|  |  |  |  |  |
|  |  |  |  |  |
|  |  |  |  |  |
|  |  |  |  |  |

| Csapat      | Helyezés |
| ----------- | -------- |
| Németország | 6.       |

### Női
| Német nemzeti női jégkorongcsapat-játékoskeret | Német nemzeti női jégkorongcsapat-játékoskeret | Német nemzeti női jégkorongcsapat-játékoskeret | Német nemzeti női jégkorongcsapat-játékoskeret | Német nemzeti női jégkorongcsapat-játékoskeret | Német nemzeti női jégkorongcsapat-játékoskeret | Német nemzeti női jégkorongcsapat-játékoskeret |
| #                                              | Név                                            | Poszt                                          | Magasság                                       | Súly                                           | Kor                                            | Klub                                           |
| ---------------------------------------------- | ---------------------------------------------- | ---------------------------------------------- | ---------------------------------------------- | ---------------------------------------------- | ---------------------------------------------- | ---------------------------------------------- |
| 13                                             | Stephanie Wartosch-Kürten                      | K                                              | 70                                             | 154                                            | 1978. november 12. (23 évesen)                 | TV Kornwestheim                                |
| 22                                             | Esther Thyssen                                 | K                                              | 65                                             | 143                                            | 1979. július 31. (22 évesen)                   | Grefrather EC                                  |
| 8                                              | Nina Ziegenhals                                | V                                              | 60                                             | 132                                            | 1982. május 23. (19 évesen)                    | TV Kornwestheim                                |
| 20                                             | Nina Linde                                     | V                                              | 64                                             | 141                                            | 1980. június 10. (21 évesen)                   | TV Kornwestheim                                |
| 23                                             | Sabrina Kruck                                  | V                                              | 65                                             | 143                                            | 1981. november 3. (20 évesen)                  | SC Reissersee                                  |
| 25                                             | Sabine Rückauer                                | V                                              | 65                                             | 143                                            | 1977. április 13. (24 évesen)                  | TV Kornwestheim                                |
| 44                                             | Jana Schreckenbach                             | V                                              | 69                                             | 152                                            | 1982. július 8. (19 évesen)                    | Mannheimer ERC                                 |
| 69                                             | Sandra Kinza                                   | V                                              | 69                                             | 152                                            | 1969. augusztus 1. (32 évesen)                 | OSC Berlin                                     |
| 9                                              | Raffi Wolf                                     | T                                              | 70                                             | 154                                            | 1978. június 20. (23 évesen)                   | Univ. of Maine at Orono                        |
| 14                                             | Anja Scheytt                                   | T                                              | 70                                             | 154                                            | 1980. december 5. (21 évesen)                  | Mannheimer ERC                                 |
| 15                                             | Nina Ritter                                    | T                                              | 62                                             | 137                                            | 1981. január 26. (21 évesen)                   | SC Reissersee                                  |
| 17                                             | Franziska Reindl                               | T                                              | 66                                             | 146                                            | 1982. szeptember 16. (19 évesen)               | SC Reissersee                                  |
| 19                                             | Christina Oswald                               | T                                              | 75                                             | 165                                            | 1973. július 26. (28 évesen)                   | SC Reissersee                                  |
| 21                                             | Michaela Lanzl                                 | T                                              | 51                                             | 112                                            | 1983. február 21. (18 évesen)                  | Wanderers Germering                            |
| 24                                             | Stephanie Frühwirt                             | T                                              | 69                                             | 152                                            | 1980. július 22. (21 évesen)                   | TV Kornwestheim                                |
| 29                                             | Claudia Grundmann                              | T                                              | 69                                             | 152                                            | 1976. április 22. (25 évesen)                  | OSC Berlin                                     |
| 54                                             | Maren Valenti                                  | T                                              | 71                                             | 157                                            | 1976. október 15. (25 évesen)                  | Mannheimer ERC                                 |
| 66                                             | Bettina Evers                                  | T                                              | 65                                             | 143                                            | 1981. augusztus 17. (20 évesen)                | TELUS Lightning                                |
| 71                                             | Julia Wierscher                                | T                                              | 65                                             | 143                                            | 1971. május 10. (30 évesen)                    | EC Bergkamen                                   |
| 81                                             | Maritta Becker                                 | T                                              | 70                                             | 154                                            | 1981. március 11. (20 évesen)                  | DHC Lyss                                       |
| Vezetőedző: Rainer Nittel                      | Vezetőedző: Rainer Nittel                      | Vezetőedző: Rainer Nittel                      | Vezetőedző: Rainer Nittel                      | Vezetőedző: Rainer Nittel                      | 1967. március 19. (34 évesen)                  | 1967. március 19. (34 évesen)                  |

- Posztok rövidítései: K – Kapus, V – Védő, T – Támadó
- Kor: 2002. február 9-i kora

#### Eredmények
B csoport
| Csapat           | M | Gy | V | D | G+ | G– | Gk  | P |
| ---------------- | - | -- | - | - | -- | -- | --- | - |
| Egyesült Államok | 3 | 3  | 0 | 0 | 28 | 1  | +27 | 6 |
| Finnország       | 3 | 2  | 1 | 0 | 7  | 6  | +1  | 4 |
| Németország      | 3 | 0  | 2 | 1 | 6  | 18 | −12 | 1 |
| Kína             | 3 | 0  | 2 | 1 | 6  | 21 | −15 | 1 |

| 2002. február 12. | Egyesült Államok | 10 – 0 (2–0, 4–0, 4–0) | Németország | E Center, West Valley City Nézőszám: 8504 |

|  |  |  |  |  |
|  |  |  |  |  |
|  |  |  |  |  |
|  |  |  |  |  |

| 2002. február 14. | Finnország | 3 – 1 (1–0, 2–0, 0–1) | Németország | Peaks Ice Arena, Provo Nézőszám: 4769 |

|  |  |  |  |  |
|  |  |  |  |  |
|  |  |  |  |  |
|  |  |  |  |  |

| 2002. február 16. | Németország | 5 – 5 (1–1, 1–4, 3–0) | Kína | Peaks Ice Arena, Provo Nézőszám: 5418 |

|  |  |  |  |  |
|  |  |  |  |  |
|  |  |  |  |  |
|  |  |  |  |  |

Az 5–8. helyért
| 2002. február 17. | Németország | 4 – 0 (1–0, 3–0, 0–0) | Kazahsztán | E Center, West Valley City Nézőszám: 7773 |

|  |  |  |  |  |
|  |  |  |  |  |
|  |  |  |  |  |
|  |  |  |  |  |

Az 5. helyért
| 2002. február 19. | Oroszország | 5 – 0 (2–0, 1–0, 2–0) | Németország | Peaks Ice Arena, Provo Nézőszám: 5781 |

|  |  |  |  |  |
|  |  |  |  |  |
|  |  |  |  |  |
|  |  |  |  |  |

| Csapat      | Helyezés |
| ----------- | -------- |
| Németország | 6.       |

## Műkorcsolya
| Versenyző                    | Versenyszám | Rövid program     | Rövid program | Rövid program | Kűr               | Kűr   | Kűr         | Összesítés         | Összesítés |
| Versenyző                    | Versenyszám | Több. hely. száma | Hely.         | Hely. pont.   | Több. hely. száma | Hely. | Hely. pont. | Helyezési pontszám | Helyezés   |
| ---------------------------- | ----------- | ----------------- | ------------- | ------------- | ----------------- | ----- | ----------- | ------------------ | ---------- |
| Mariana Kautz Norman Jeschke | Páros       | 6×13+             | 12.           | 6,0           | 9×15+             | 15.   | 15,0        | 21,0               | 14.        |

| Versenyző               | Versenyszám | Kötelező tánc 1   | Kötelező tánc 1 | Kötelező tánc 1 | Kötelező tánc 2   | Kötelező tánc 2 | Kötelező tánc 2 | Eredeti (original) tánc | Eredeti (original) tánc | Eredeti (original) tánc | Kűr               | Kűr   | Kűr         | Összesítés         | Összesítés |
| Versenyző               | Versenyszám | Több. hely. száma | Hely.           | Hely. pont.     | Több. hely. száma | Hely.           | Hely. pont.     | Több. hely. száma       | Hely.                   | Hely. pont.             | Több. hely. száma | Hely. | Hely. pont. | Helyezési pontszám | Helyezés   |
| ----------------------- | ----------- | ----------------- | --------------- | --------------- | ----------------- | --------------- | --------------- | ----------------------- | ----------------------- | ----------------------- | ----------------- | ----- | ----------- | ------------------ | ---------- |
| Kati Winkler René Lohse | Jégtánc     | 6×8+              | 8.              | 1,6             | 7×8+              | 8.              | 1,6             | 6×8+                    | 8.                      | 4,8                     | 5×8+              | 8.    | 8,0         | 16,0               | 8.         |

## Rövidpályás gyorskorcsolya
Férfi
| Versenyző     | Versenyszám | Előfutam | Előfutam | Negyeddöntő | Negyeddöntő | Elődöntő | Elődöntő | B döntő | B döntő | Döntő   | Döntő   | Helyezés |
| Versenyző     | Versenyszám | Idő      | Hely.    | Idő         | Hely.       | Idő      | Hely.    | Idő     | Hely.   | Idő     | Hely.   | Helyezés |
| ------------- | ----------- | -------- | -------- | ----------- | ----------- | -------- | -------- | ------- | ------- | ------- | ------- | -------- |
| André Hartwig | 1500 m      | 2:22,541 | 2.       |             |             | 2:25,936 | 6.       | kiesett | kiesett | kiesett | kiesett | 15.      |
| Arian Nachbar | 500 m       | 44,057   | 2.       | 43,626      | 4.          | kiesett  | kiesett  | kiesett | kiesett | kiesett | kiesett | 15.      |
| Arian Nachbar | 1000 m      | 1:33,585 | 3.       | kiesett     | kiesett     | kiesett  | kiesett  | kiesett | kiesett | kiesett | kiesett | 23.      |

Női
| Versenyző                                               | Versenyszám  | Előfutam | Előfutam | Negyeddöntő | Negyeddöntő | Elődöntő | Elődöntő | B döntő  | B döntő | Döntő   | Döntő   | Helyezés |
| Versenyző                                               | Versenyszám  | Idő      | Hely.    | Idő         | Hely.       | Idő      | Hely.    | Idő      | Hely.   | Idő     | Hely.   | Helyezés |
| ------------------------------------------------------- | ------------ | -------- | -------- | ----------- | ----------- | -------- | -------- | -------- | ------- | ------- | ------- | -------- |
| Yvonne Kunze                                            | 500 m        | 45,717   | 2.       | 46,465      | 4.          | kiesett  | kiesett  | kiesett  | kiesett | kiesett | kiesett | 14.      |
| Yvonne Kunze                                            | 1000 m       | 1:42,389 | 2.       | 1:35,830    | 4.          | kiesett  | kiesett  | kiesett  | kiesett | kiesett | kiesett | 14.      |
| Yvonne Kunze                                            | 1500 m       | 2:29,779 | 5.       |             |             | kiesett  | kiesett  | kiesett  | kiesett | kiesett | kiesett | 22.      |
| Christin Priebst                                        | 1000 m       | 1:49,569 | 2.       | 1:36,848    | 4.          | kiesett  | kiesett  | kiesett  | kiesett | kiesett | kiesett | 16.      |
| Christin Priebst                                        | 1500 m       | 2:27,649 | 3.       |             |             | 2:32,884 | 4.       | 2:32,442 | 3.      |         |         | 8.       |
| Susanne Rudolph                                         | 500 m        | 45,288   | 3.       | kiesett     | kiesett     | kiesett  | kiesett  | kiesett  | kiesett | kiesett | kiesett | 17.      |
| Yvonne Kunze Christin Priebst Ulrike Lehmann Aika Klein | 3000 m váltó |          |          |             |             | 4:22,917 | 4.       | 4:22,222 | 4.      |         |         | 8.       |

## Sífutás
Férfi
| Versenyző                                                       | Versenyszám     | Selejtező | Selejtező | Negyeddöntő | Negyeddöntő | Elődöntő | Elődöntő | B döntő | B döntő | Döntő     | Döntő    |
| Versenyző                                                       | Versenyszám     | Idő       | Hely.     | Idő         | Hely.       | Idő      | Hely.    | Idő     | Hely.   | Idő       | Helyezés |
| --------------------------------------------------------------- | --------------- | --------- | --------- | ----------- | ----------- | -------- | -------- | ------- | ------- | --------- | -------- |
| Tobias Angerer                                                  | Sprint          | 2:52,31   | 10.       | 2:51,4      | 1.          | 3:00,4   | 4.       | 2:58,0  | 3.      |           | 7.       |
| Tobias Angerer                                                  | 30 km           |           |           |             |             |          |          |         |         | 1:16:13,1 | 33.      |
| Jens Filbrich                                                   | 15 km           |           |           |             |             |          |          |         |         | 39:57,0   | 33.      |
| Jens Filbrich                                                   | 50 km           |           |           |             |             |          |          |         |         | 2:15:44,8 | 21.      |
| Peter Schlickenrieder                                           | Sprint          | 2:51,12   | 5.        | 2:55,0      | 1.          | 3:09,9   | 1.       |         |         | 2:57,0    |          |
| Peter Schlickenrieder                                           | 15 km           |           |           |             |             |          |          |         |         | 42:34,0   | 55.      |
| Andreas Schlütter                                               | 15 km           |           |           |             |             |          |          |         |         | 39:19,2   | 15.      |
| Andreas Schlütter                                               | 50 km           |           |           |             |             |          |          |         |         | 2:08:54,8 | 4.       |
| René Sommerfeldt                                                | Sprint          | 2:54,87   | 20.       | kiesett     | kiesett     | kiesett  | kiesett  | kiesett | kiesett | kiesett   | 19.      |
| René Sommerfeldt                                                | 30 km           |           |           |             |             |          |          |         |         | 1:13:55,8 | 16.      |
| Axel Teichmann                                                  | 15 km           |           |           |             |             |          |          |         |         | 39:05,3   | 14.      |
| Axel Teichmann                                                  | 30 km           |           |           |             |             |          |          |         |         | 1:14:23,8 | 19.      |
| Jens Filbrich Andreas Schlütter Tobias Angerer René Sommerfeldt | 4 × 10 km váltó |           |           |             |             |          |          |         |         | 1:33:34,5 |          |

| Versenyző         | Versenyszám              | 10 km klasszikus | 10 km klasszikus | 10 km szabad | 10 km szabad | Helyezés |
| Versenyző         | Versenyszám              | Idő              | Hely.            | Időhátrány   | Idő          | Helyezés |
| ----------------- | ------------------------ | ---------------- | ---------------- | ------------ | ------------ | -------- |
| Tobias Angerer    | 10 + 10 km üldözőverseny | 27:30,7          | 31.              | +1:23        | 24:50,9      | 23.      |
| Andreas Schlütter | 10 + 10 km üldözőverseny | 26:52,5          | 12.              | +0:45        | 24:41,2      | 17.      |
| René Sommerfeldt  | 10 + 10 km üldözőverseny | 26:46,0          | 11.              | +0:38        | 24:15,7      | 10.      |
| Axel Teichmann    | 10 + 10 km üldözőverseny | 27:31,2          | 32.              | +1:24        | 25:53,4      | 38.      |

Női
| Versenyző                                                                | Versenyszám    | Selejtező | Selejtező | Negyeddöntő | Negyeddöntő | Elődöntő | Elődöntő | B döntő | B döntő | Döntő         | Döntő         |
| Versenyző                                                                | Versenyszám    | Idő       | Hely.     | Idő         | Hely.       | Idő      | Hely.    | Idő     | Hely.   | Idő           | Helyezés      |
| ------------------------------------------------------------------------ | -------------- | --------- | --------- | ----------- | ----------- | -------- | -------- | ------- | ------- | ------------- | ------------- |
| Viola Bauer                                                              | 10 km          |           |           |             |             |          |          |         |         | 29:30,0       | 10.           |
| Viola Bauer                                                              | 30 km          |           |           |             |             |          |          |         |         | 1:33:25,1     | 6.            |
| Manuela Henkel                                                           | Sprint         | 3:16,89   | 10.       | 3:16,3      | 4.          | kiesett  | kiesett  | kiesett | kiesett | kiesett       | 15.           |
| Manuela Henkel                                                           | 10 km          |           |           |             |             |          |          |         |         | 30:00,5       | 18.           |
| Manuela Henkel                                                           | 30 km          |           |           |             |             |          |          |         |         | nem ért célba | nem ért célba |
| Claudia Künzel-Nystad                                                    | Sprint         | 3:16,41   | 9.        | 3:15,1      | 1.          | 3:24,5   | 2.       |         |         | 3:13,3        | 4.            |
| Claudia Künzel-Nystad                                                    | 15 km          |           |           |             |             |          |          |         |         | 42:49,5       | 26.           |
| Anke Reschwamm-Schulze                                                   | Sprint         | 3:17,45   | 13.       | 3:15,9      | 3.          | kiesett  | kiesett  | kiesett | kiesett | kiesett       | 10.           |
| Anke Reschwamm-Schulze                                                   | 15 km          |           |           |             |             |          |          |         |         | 43:53,1       | 35.           |
| Evi Sachenbacher-Stehle                                                  | Sprint         | 3:13,81   | 3.        | 3:40,2      | 1.          | 3:18,5   | 2.       |         |         | 3:12,2        |               |
| Evi Sachenbacher-Stehle                                                  | 15 km          |           |           |             |             |          |          |         |         | 40:57,6       | 12.           |
| Manuela Henkel Viola Bauer Claudia Künzel-Nystad Evi Sachenbacher-Stehle | 4 × 5 km váltó |           |           |             |             |          |          |         |         | 49:30,6       |               |

| Versenyző               | Versenyszám            | 5 km klasszikus | 5 km klasszikus | 5 km szabad | 5 km szabad | Helyezés |
| Versenyző               | Versenyszám            | Idő             | Hely.           | Időhátrány  | Idő         | Helyezés |
| ----------------------- | ---------------------- | --------------- | --------------- | ----------- | ----------- | -------- |
| Viola Bauer             | 5 + 5 km üldözőverseny | 13:15,3         | 3.              | +0:16       | 12:12,9     |          |
| Manuela Henkel          | 5 + 5 km üldözőverseny | 13:49,8         | 16.             | +0:51       | 13:13,2     | 20.      |
| Claudia Künzel-Nystad   | 5 + 5 km üldözőverseny | 14:37,0         | 55.             | kiesett     | kiesett     | kiesett  |
| Evi Sachenbacher-Stehle | 5 + 5 km üldözőverseny | 14:05,4         | 29.             | +1:06       | 13:12,8     | 18.      |

## Síugrás
| Versenyző                                                   | Versenyszám | Selejtező | Selejtező | 1. ugrás | 1. ugrás | 2. ugrás | 2. ugrás | Összesítés | Összesítés |
| Versenyző                                                   | Versenyszám | Pont      | Hely.     | Pont     | Hely.    | Pont     | Hely.    | Pont       | Helyezés   |
| ----------------------------------------------------------- | ----------- | --------- | --------- | -------- | -------- | -------- | -------- | ---------- | ---------- |
| Christof Duffner                                            | Normálsánc  | 117,5     | 7.*       | 117,5    | 14.*     | 117,5    | 16.*     | 235,0      | 17.        |
| Sven Hannawald                                              | Normálsánc  |           |           | 131,0    | 2.       | 136,5    | 1.       | 267,5      |            |
| Sven Hannawald                                              | Nagysánc    |           |           | 140,5    | 1.*      | 114,8    | 11.      | 255,3      | 4.         |
| Stephan Hocke                                               | Nagysánc    |           |           | 123,5    | 9.*      | 113,4    | 12.      | 236,9      | 12.        |
| Martin Schmitt                                              | Normálsánc  |           |           | 125,5    | 6.       | 124,5    | 9.       | 250,0      | 7.         |
| Martin Schmitt                                              | Nagysánc    |           |           | 127,3    | 6.       | 113,1    | 13.      | 240,4      | 10.        |
| Michael Uhrmann                                             | Normálsánc  | 118,0     | 5.*       | 118,0    | 12.*     | 127,0    | 6.       | 245,0      | 8.         |
| Michael Uhrmann                                             | Nagysánc    | 111,2     | 6.        | 120,2    | 14.      | 112,2    | 16.      | 232,4      | 16.        |
| Sven Hannawald Stephan Hocke Michael Uhrmann Martin Schmitt | Csapat      |           |           | 498,8    | 1.       | 475,3    | 2.       | 974,1      |            |

* – egy másik versenyzővel azonos eredményt ért el

## Snowboard
Halfpipe
| Versenyző          | Versenyszám | 1. selejtező | 1. selejtező | 2. selejtező | 2. selejtező | Döntő      | Döntő      | Döntő   | Helyezés |
| Versenyző          | Versenyszám | Pont         | Hely.        | Pont         | Hely.        | 1. forduló | 2. forduló | Hely.   | Helyezés |
| ------------------ | ----------- | ------------ | ------------ | ------------ | ------------ | ---------- | ---------- | ------- | -------- |
| Xaver Hoffmann     | Férfi       | 32,3         | 14.          | 32,6         | 14.          | kiesett    | kiesett    | kiesett | 20.      |
| Jan Michaelis      | Férfi       | 39,7         | 5.           |              |              | kiesett    | kiesett    | kiesett | 12.      |
| Daniel Tyrkas      | Férfi       | 22,5         | 25.          | 21,4         | 26.          | kiesett    | kiesett    | kiesett | 32.      |
| Nicola Thost       | Női         | 34,3         | 4.           |              |              | 27,7       | 25,3       | 11.     | 11.      |
| Sabine Wehr-Hasler | Női         | 22,1         | 17.          | 29,7         | 8.           | kiesett    | kiesett    | kiesett | 14.      |

Parallel giant slalom
| Versenyző         | Versenyszám | Selejtező | Selejtező | Nyolcaddöntő                      | Negyeddöntő       | Elődöntő          | Döntő             | Helyezés |
| Versenyző         | Versenyszám | Idő       | Hely.     | Ellenfél Eredmény                 | Ellenfél Eredmény | Ellenfél Eredmény | Ellenfél Eredmény | Helyezés |
| ----------------- | ----------- | --------- | --------- | --------------------------------- | ----------------- | ----------------- | ----------------- | -------- |
| Mathias Behounek  | Férfi       | 37,31     | 13.       | Richard Richardsson (SWE) · +1,24 | kiesett           | kiesett           | kiesett           | 16.      |
| Markus Ebner      | Férfi       | 37,64     | 18.       | kiesett                           | kiesett           | kiesett           | kiesett           | 18.      |
| Katharina Himmler | Női         | 42,54     | 11.       | Isabella Dal Balcon (ITA) · +0,23 | kiesett           | kiesett           | kiesett           | 11.      |
| Heidi Renoth      | Női         | 43,54     | 21.       | kiesett                           | kiesett           | kiesett           | kiesett           | 21.      |

## Szánkó
| Versenyző                      | Versenyszám | 1. futam | 1. futam | 2. futam | 2. futam | 3. futam | 3. futam | 4. futam | 4. futam | Összesítés | Összesítés |
| Versenyző                      | Versenyszám | Idő      | Hely.    | Idő      | Hely.    | Idő      | Hely.    | Idő      | Hely.    | Idő        | Helyezés   |
| ------------------------------ | ----------- | -------- | -------- | -------- | -------- | -------- | -------- | -------- | -------- | ---------- | ---------- |
| Karsten Albert                 | Férfi egyes | 44,718   | 5.       | 44,767   | 6.       | 44,467   | 5.       | 45,094   | 16.      | 2:59,046   | 6.         |
| Denis Geppert                  | Férfi egyes | 44,846   | 8.       | 44,874   | 10.      | 44,417   | 3.       | 45,017   | 11.      | 2:59,154   | 7.         |
| Georg Hackl                    | Férfi egyes | 44,614   | 2.       | 44,494   | 1.       | 44,487   | 6.       | 44,675   | 3.       | 2:58,270   |            |
| Silke Kraushaar                | Női egyes   | 43,294   | 1.       | 43,224   | 3.       | 43,195   | 2.       | 43,152   | 3.       | 2:52,865   |            |
| Barbara Niedernhuber           | Női egyes   | 43,346   | 2.       | 43,134   | 2.       | 43,215   | 3.       | 43,090   | 1.       | 2:52,785   |            |
| Sylke Otto                     | Női egyes   | 43,356   | 3.       | 43,076   | 1.       | 42,940   | 1.       | 43,092   | 2.       | 2:52,464   |            |
| Steffen Skel Steffen Wöller    | Kettes      | 43,121   | 4.       | 43,254   | 5.       |          |          |          |          | 1:26,375   | 4.         |
| Alexander Resch Patric Leitner | Kettes      | 42,953   | 1.       | 43,129   | 2.       |          |          |          |          | 1:26,082   |            |

## Szkeleton
| Versenyző       | Versenyszám | 1. futam | 1. futam | 2. futam | 2. futam | Összesítés | Összesítés |
| Versenyző       | Versenyszám | Idő      | Hely.    | Idő      | Hely.    | Idő        | Helyezés   |
| --------------- | ----------- | -------- | -------- | -------- | -------- | ---------- | ---------- |
| Willi Schneider | Férfi       | 51,67    | 10.      | 51,47    | 8.       | 1:43,14    | 9.         |
| Frank Kleber    | Férfi       | 51,58    | 8.       | 51,76    | 13.*     | 1:43,34    | 11.        |
| Steffi Hanzlik  | Női         | 52,82    | 6.       | 53,13    | 8.       | 1:45,95    | 7.*        |
| Diana Sartor    | Női         | 52,55    | 4.       | 52,98    | 5.*      | 1:45,53    | 4.         |

* – egy másik versenyzővel azonos eredményt ért el